# Mont Gardy
Mont Gardy – szczyt w Préalpes de Savoie, części Alp Zachodnich. Leży w południowej Szwajcarii w kantonie Valais. Należy do Massif du Chablais.